# Хумликон
Хумликон (нем. Humlikon) — населённый пункт в Швейцарии, входит в состав коммуны Андельфинген округа Андельфинген в кантоне Цюрих.
Население составляет 487 человек (на 31 декабря 2021 года).
До 2022 года был самостоятельной коммуной (официальный код — 0032). 1 января 2023 года присоединён к коммуне Андельфинген.

## Авиакатастрофа
4 сентября 1963 года 43 жителя Хумликона, в том числе все члены муниципального и школьного советов и местный почтальон вылетели из Цюриха в Женеву рейсом авиакомпании Swissair с целью посетить расположенный неподалёку от Женевы Сельскохозяйственный научно-исследовательский институт. Через 9 минут после вылета выполнявший рейс самолёт Caravelle III рухнул на землю на окраине Дюрренеша (кантон Аргау). Все находившиеся на борту погибли.
Хумликон, население которого составляло 217 человек, разом потерял 20 % населения. Смерть находившихся на борту 19 супружеских пар оставила сиротами 39 детей в возрасте от 3 до 19 лет, ещё 5 детей потеряли одного из родителей. 22 предприятия находились под угрозой исчезновения. В тот же день Федеральный совет провёл специальное заседание, и президент кантона Цюрих обошёл дома Хумликона, чтобы выразить соболезнования родственникам погибших.
Первоочередными задачами было устройство детей-сирот, продолжение полевых работ, организация новой администрации деревни. О большинстве детей, оставшимися сиротами, заботились дома оставшиеся родственники, только 6 были вынуждены переехать к родственникам. Несколько десятков добровольцев, в том числе из других стран, приняли участие в сельхозработах, с их помощью был собран урожай, в том числе 600 тонн картофеля, обмолочено зерно и вспаханы поля. 26-27 октября 52 оставшихся жителя с правом голоса избрали новый муниципальный совет.